# Provincia de Naryn
La provincia de Naryn (en kirguís: Нарын областы, en ruso: Нарынская область) es una provincia (óblast) de Kirguistán. La capital es Naryn.
La economía del óblast está dominada por el pastoreo de animales (ovejas, caballos, yaks), con la lana y la carne como los principales productos. Hoy se considera la región más pobre del país. Tiene una superficie de 46 707 km².

## División territorial
La provincia de Naryn está dividida en 5 distritos o raiones. району (en kirguís) y una ciudad:
| Distritos           | Capital  | Población |
| ------------------- | -------- | --------- |
| 1. Ak-Talaa         | Baetov   | 27.500    |
| 2. At-Bashi         | At-Bashi | 47.200    |
| 3. Yumgal           | Chaek    | 36.800    |
| 4. Kochkor          | Kochkor  | 57.900    |
| 5. Naryn (distrito) | Naryn    | 41.700    |
| -. Naryn (ciudad)   |          | 34.200    |